# Maure-de-Bretagne
Maure-de-Bretagne är en kommun i departementet Ille-et-Vilaine i regionen Bretagne i nordvästra Frankrike. Kommunen ligger i kantonen Maure-de-Bretagne som tillhör arrondissementet Redon. År 2018 hade Maure-de-Bretagne 3 507 invånare.

## Befolkningsutveckling
Antalet invånare i kommunen Maure-de-Bretagne
Referens:INSEE